# جان براون (بازیکن فوتبال، زاده ۱۸۸۸)
جان براون (انگلیسی: John Brown؛ زادهٔ 1888) بازیکن فوتبال اهل بریتانیا است.
از باشگاه‌هایی که در آن بازی کرده‌است می‌توان به باشگاه فوتبال استوک سیتی و باشگاه فوتبال منچستر سیتی اشاره کرد.